# Reinhard Werth
Reinhard Werth (* 15. Juli 1947 in Freiburg im Breisgau) ist ein deutscher Neuropsychologe. Er ist Professor für Medizinische Psychologie an der Ludwig-Maximilians-Universität München sowie Neuropsychologe am Institut für Soziale Pädiatrie und Jugendmedizin der Universität München und arbeitet vor allem auf den Gebieten Legasthenie und Bewusstsein.

## Leistungen

### Bewusstsein

#### Definition und naturwissenschaftliche Fassbarkeit
Werth zeigte 1982, dass die vagen Begriffe „bewusst“, „unbewusst“ und „Bewusstsein“ mit Hilfe der formalen Logik naturwissenschaftlich fassbar sind und auf welche Weise bewusste und unbewusste visuelle Leistungen bei hirngeschädigten Patienten quantitativ messbar sind.
Zu diesem Zweck definiert er „bewusst“ als aus der Ersten-Person-Perspektive zugänglich. So definiert, lässt sich die Eigenschaft „bewusst“ in Experimenten als Messgröße einführen: In welchem Ausmaß eine Versuchsperson einen bestimmten Sinnesreiz bewusst wahrnehmen kann (z. B. einen Ton, der ihr in einem Kopfhörer zugespielt wird), lässt sich daran ablesen, mit wie hoher statistischer Signifikanz sie angeben kann, ob er gerade erklingt, ohne dass sie z. B. sehen kann, wann der Versuchsleiter den Knopf drückt, der den Ton auslöst.
Das „Bewusstsein“ einer Person definiert Werth als die Gesamtheit aller Sinnesempfindungen, Gedanken und Emotionen, die ihr in einem bestimmten Zeitraum bewusst sind, über die sie also aus der Ersten-Person-Perspektive berichten kann. In dieser Definition benennt der Begriff „Bewusstsein“ kein eigenständiges Phänomen, das zusätzlich zu den Empfindungen etc. auch noch als „reines Bewusstsein“ existiert, sondern bezeichnet einfach die Menge der bewussten Phänomene.

#### Sehen und Hören nach Hirnschädigungen
Durch systematische Reizung von Gesichtsfeldbereichen, die nach einer Hirnschädigung erblindet waren, gelang es Werth und Moehrenschlager (1999) und Werth und Seelos (2005) bei Kindern verlorene Sehfunktionen wiederherzustellen. Werth zeigte als erster, dass das Gehirn bei Kindern eine solche Plastizität besitzt, dass nach Verlust einer Großhirnhemisphäre oder nach Verlust beider Hinterhauptslappen des Gehirns, deren Funktion für das Sehen für unabdingbar gehalten wurde, sich im Kindesalter trotzdem ein normales Gesichtsfeld ausbilden kann (Werth 2006a). In anschließenden Untersuchungen zeigte Werth, dass nach Verlust beider Großhirnhemisphären im Kindesalter der Hirnstamm noch elementare Sehfunktionen im Zentrum des Gesichtsfeldes (fovealer und perifovealer Bereich) und elementare Hörleistungen vermitteln kann (Werth 2007a).

### Legasthenie
Werth zeigte, dass das, was als Legasthenie bezeichnet wird, unterschiedliche Ursachen haben kann, so dass es sich dabei nicht um eine einzige, eigenständige Störung handelt. Werth entwickelte Methoden, mit denen die Ursachen der Lesestörung bei jedem Kind oder Erwachsenen festgestellt werden können (Werth et al. 2003–2009). Daraus entwickelte er eine auf die jeweiligen Ursachen gerichtete kompensatorische Therapie. In zwei unabhängigen Studien wurde nachgewiesen, dass sich mit Hilfe dieser Therapie die Zahl der Lesefehler sich in einer einzigen Sitzung um fast zwei Drittel reduzieren lässt (Werth 2006b, 2007b; Klische 2007).

## Schriften
- Bewußtsein – psychologische, neurobiologische und wissenschaftstheoretische Aspekte. Springer, Berlin/Heidelberg/New York/Tokyo 1983, ISBN 3-540-12442-X.
- Neglect nach Hirnschädigung – Unilaterale Verminderung der Aufmerksamkeit und Raumrepräsentation. Springer, Berlin/ Heidelberg/ New York/Tokyo 1988, ISBN 3-540-18600-X.
- Hirnwelten. C. H. Beck, München 1998, ISBN 3-406-44076-2.
- Legasthenie und andere Lesestörungen. C. H. Beck, München 2001. (3., erweiterte Auflage. C. H. Beck, München 2007, ISBN 978-3-406-45962-7)
- Daniel Dennett, Reinhard Werth: Bewusstsein – wie es entsteht und vergeht. Hörbuch. Galila Verlag, 2008, ISBN 978-3-902533-14-2.
- Die Natur des Bewusstseins – Wie Wahrnehmung und freier Wille im Gehirn entstehen. C. H. Beck, München 2010, ISBN 978-3-406-60594-9.